# Сержант-майор

Нашивка сержант-майора Армии США

Шеврон сержант-майора Корпуса морской пехоты США

Шеврон Рав Самал Миткадем (сержант-майора) Армии обороны Израиля (ЦАХАЛ)

Сержант-майор (англ. Sergeant Major) — воинское звание (воинская должность) сержантского состава Вооружённых сил США, стран Содружества наций и других стран по всему миру.
Как высшее сержантское звание не имеет прямых аналогов в российской и советской системе воинских званий (условным аналогом можно считать звание старший прапорщик).
Как должность обычно соответствует должности главного сержанта батальона или полка, но в зависимости от страны может варьироваться от главного сержанта роты до главного сержанта соединения.

## История появления звания (должности)
В начале XVI века в Испании сержант-майор (исп. Sargento mayor) был вторым офицером в полку после полковника, однако после образования в 1534 году терций стал третьим высшим офицером после генерал-капитана и маэстро-де-кампо (исп. Maestre de Campo, буквально «полевой командир»). В его обязанности входило тактическое обучение, охрана и размещение войск терции. Он также передавал нижестоящим офицерам приказы маэстро-де-кампо или генерал-капитана.
В XVII веке в отдельных полках сержантами-майорами называли офицеров, занимавших третье место в командовании своих полков после полковников и подполковников. Их роль была аналогичной роли сержант-майоров армейского уровня (последних, чтобы отличить, стали называть «генерал-сержант-майор»). К началу XVIII века оба звания были сокращены до майора и генерал-майора.
В конце XVII века в британской армии сержант-майором называли старшего сержанта в главной роте (англ. Colonel's Company, буквально «рота полковника») пехотного полка, а к концу XVIII века оно приобрело современное значение — главный сержант батальона или полка.

### История появления звания в Армии СШA
Согласно изданного в 1779 году Положения о порядке и дисциплине в войсках Соединённых Штатов сержант-майор находится во главе всех сержантов, отвечая за их поведение, и является помощником адъютанта полка, которому подчиняется. В течение следующих 150 лет численность и положение сержант-майоров менялись, но в целом они были уполномочены на различные должности на уровне батальона и выше. Однако в июне 1920 года Конгресс США, заботящийся об экономии, сгруппировал весь неофицерский состав в семь разрядов оплаты (от E-1 до E-7) без учёта должности или специальности. В ходе этого процесса звание сержант-майорa было упразднено, а мастер-сержант стал высшим сержантским званием.
В июне 1958 года Конгресс США впервые с 1920 года внёс существенное изменение в структуру неофицерского состава, создав два новых разряда: E-8 (первый сержант/мастер-сержант) и E-9 (сержант-майор). Так звание сержант-майорa вернулось как высшее сержантское звание: в апреле 1959 года первые сержанты были повышены до восстановленного звания.

## Воинская должность ванглоязычных странах
Ротный сержант-майор (Company Sergeant Major, CSM) — должность, которую занимает уорент-офицер 2 класса (WO2) в Британской армии, Королевской морской пехоте, сухопутных войсках Австралии и мастер-уорент-офицер (Master Warrant Officer, MWO) в сухопутных войсках Канады. В Армии США эта должность и соответствующее звание называются первый сержант (1SG).
Полковой сержант-майор (Regimental Sergeant Major, RSM) — должность главного сержанта полка или батальона, которую занимают, соответственно, уорент-офицер 1 класса (WO1) и главный уорент-офицер (Chief Warrant Officer, CWO).
Полковой сержант-майор корпуса (Corps Regimental Sergeant Major, Corps RSM) — должность главного сержанта Королевской морской пехоты Великобритании. В Корпусе морской пехоты США эта должность и соответствующее специальное воинское звание называются сержант-майор корпуса морской пехоты (Sergeant Major of the Marine Corps, SgtMajMC).
Команд-сержант-майор (Command Sergeant Major, CSM) — должность и воинское звание главного сержанта батальона, полка или соединения в Армии США.
Сержант-майор армии (англ. Sergeant Major of the Army, SMA) — должность и специальное воинское звание главного сержанта Армии США. Аналогичные должности существуют в сухопутных войсках Австралии (Regimental Sergeant Major of the Army (RSM-A), буквально «полковой сержант-майор армии»), Великобритании (Army Sergeant Major) и Новой Зеландии (Sergeant Major of the NZ Army).

## Армия США
| Класс             | E-9                        | E-9                    | E-9            | E-8            | E-8             | E-7                    | E-6            | E-5      |
| Код НАТО          | OR-9                       | OR-9                   | OR-9           | OR-8           | OR-8            | OR-7                   | OR-6           | OR-5     |
| Шеврон            |                            |                        |                |                |                 |                        |                |          |
| Звание            | Sergeant Major of the Army | Command Sergeant Major | Sergeant Major | First Sergeant | Master Sergeant | Sergeant First Class   | Staff Sergeant | Sergeant |
| Аббревиатура      | SMA                        | CSM                    | SGM            | 1SG            | MSG             | SFC                    | SSG            | SGT      |
| Звание на русском | сержант-майор армии        | команд-сержант-майор   | сержант-майор  | первый сержант | мастер-сержант  | сержант первого класса | штаб-сержант   | сержант  |

В сухопутных войсках США группа высших сержантских званий (E-9) включает в себя звания сержант-майор (SGM), команд-сержант-майор (CSM) и специальное звание сержант-майор армии.
Если SGM это обычно технический эквивалент MSG на уровне батальона и выше или в некоторых специальных подразделениях, то CSM это главный сержант на уровне батальона и выше. В соответствии с армейской политикой сержант должен в течение двух лет пробыть в должности штаб-сержант-майора (Staff Sergeant Major — сержант штаба без командной ответственности), прежде чем займёт должность CSM. При этом, в отличие от звания первого сержанта (1SG), звание CSM не считается временным (должностным) званием в рейтинге заработной платы E-9 (в случае перевода 1SG на другую должность, отличную от главного сержанта роты, военнослужащий возвращается к званию мастер-сержанта (MSG), если только он не повышен до звания класса E-9).
На армейских сайтах (*.army.mil) и сайтах правительственных организаций (*.gov) можно встретить термин G1 Sergeant Major, обозначающий должность сержант-майора по работе с персоналом.

## Военно-воздушные силы США
В ВВС США звания сержант-майор нет, но есть звание команд-сержант-майор (CSM) — второе звание в группе высших унтер-офицерских званий (E-9) после звания главный мастер-сержант (CMSgt) и перед специальным званием главный мастер-сержант ВВС (CMSAF).

## Корпус морской пехоты США
В морской пехоте США сержант-майор (SgtMaj) это второе звание в группе высших унтер-офицерских званий (E-9) после звания мастер комендор-сержант (MGySgt) и перед специальным званием сержант-майор корпуса морской пехоты (SgtMajMarCor).

## Вооружённые силы Колумбии
| Шеврон               |                                    |                            |                           |                |                  |                      |                  |                |                 |                |
| Звание               | Sargento Mayor de Comando Conjunto | Sargento Mayor de Ejército | Sargento Mayor de Comando | Sargento Mayor | Sargento Primero | Sargento Viceprimero | Sargento Segundo | Cabo Primero   | Cabo Segundo    | Cabo Tercero   |
| Аббревиатура         | SMCC                               | SME                        | SMC                       | SM             | SP               | SV                   | SS               | CP             | CS              | C3             |
| Звание на английском | Joint Command Sergeant Major       | Army Sergeant Major        | Command Sergeant Major    | Sergeant Major | First Sergeant   | Vice First Sergeant  | Second Sergeant  | First Corporal | Second Corporal | Third Corporal |

| Нарукавный знак      |                                                                   |                                                          |                                               |                                                 |                                                     |                                                 |                                             |                                             |                                             |
| Звание               | Sargento Mayor de Comando Conjunto Cuerpo de Infantería de Marina | Sargento Mayor de Comando Cuerpo de Infantería de Marina | Sargento Mayor Cuerpo de Infantería de Marina | Sargento Primero Cuerpo de Infantería de Marina | Sargento Viceprimero Cuerpo de Infantería de Marina | Sargento Segundo Cuerpo de Infantería de Marina | Cabo Primero Cuerpo de Infantería de Marina | Cabo Segundo Cuerpo de Infantería de Marina | Cabo Tercero Cuerpo de Infantería de Marina |
| Аббревиатура         | SMCCCIM                                                           | SMCCIM                                                   | SMCIM                                         | SPCIM                                           | SVCIM                                               | SSCIM                                           | CPCIM                                       | CSCIM                                       | C3CIM                                       |
| Звание на английском | Joint Command Sergeant Major of the Marine Corps                  | Command Sergeant Major of the Marine Corps               | Sergeant Major of the Marine Corps            | First Sergeant of the Marine Corps              | Vice First Sergeant of the Marine Corps             | Second Sergeant of the Marine Corps             | First Corporal of the Marine Corps          | Second Corporal of the Marine Corps         | Third Corporal of the Marine Corps          |

## Вооруженные силы Израиля
В армии обороны Израиля (ЦАХАЛ) воинское звание сержант-майора (ивр. רב-סמל מתקדם‎, рав самаль миткадем, Расам) является третьим сержантским званием среди унтер-офицеров (ивр. נגדים‎), выше воинского звания мастер-сержант (ивр. רב-סמל ראשון‎, рав самаль ришон, расар), ниже звания главный сержант-майор (ивр. רב-סמל בכיר‎, рав самаль бахир, расаб).